# Scabiosa amoena
Scabiosa amoena är en tvåhjärtbladig växtart som beskrevs av Jacq. f. Scabiosa amoena ingår i släktet fältväddar, och familjen Dipsacaceae. Inga underarter finns listade i Catalogue of Life.